# Strevi
Strevi, (Strev en piemontès) és un municipi situat al territori de la província d'Alessandria, a la regió del Piemont (Itàlia).
Limita amb els municipis d'Acqui Terme, Cassine, Morsasco, Orsara Bormida, Ricaldone, Rivalta Bormida i Visone

## Galeria fotogràfica

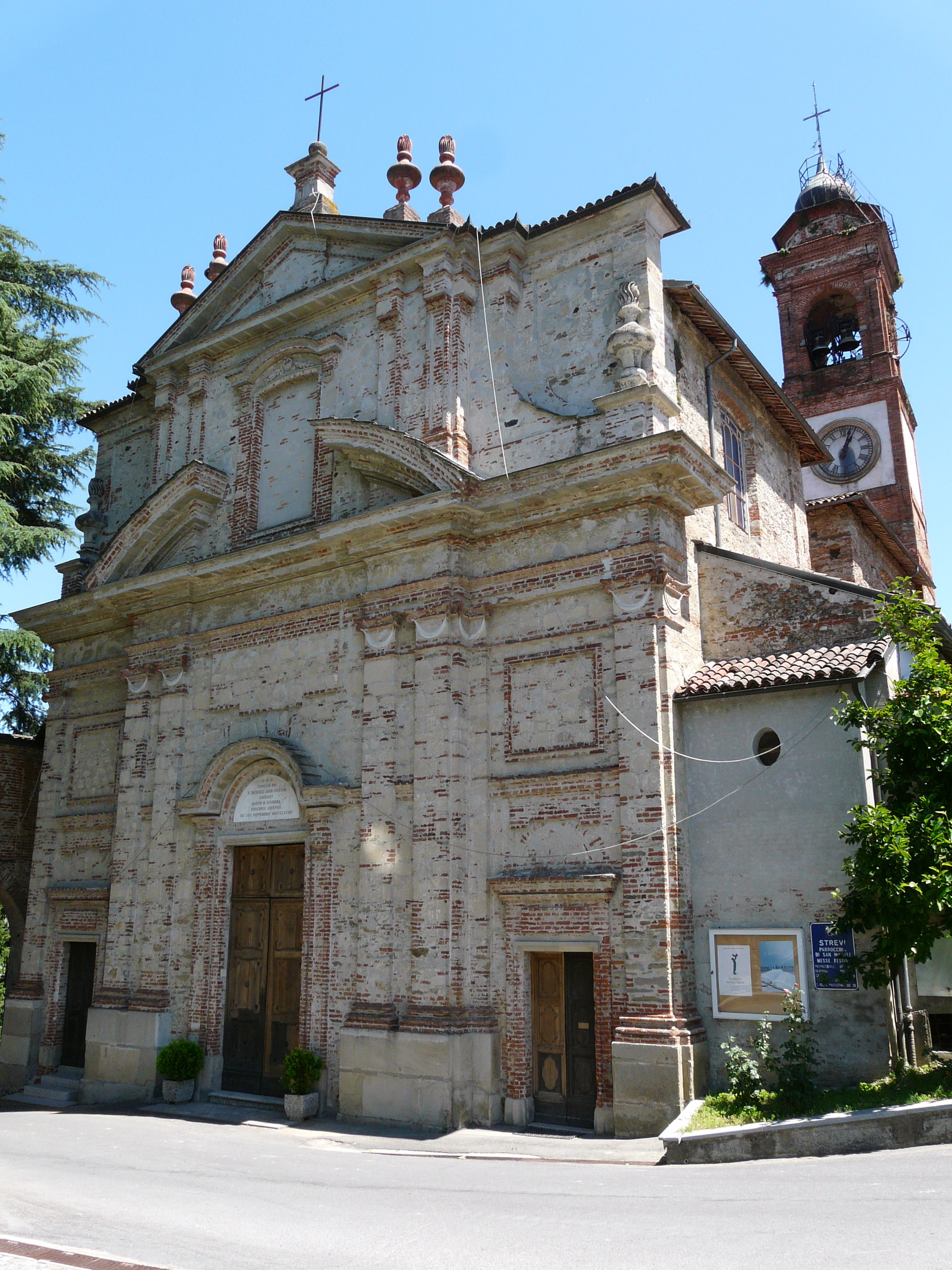
Església de Sant Miquel Arcàngel
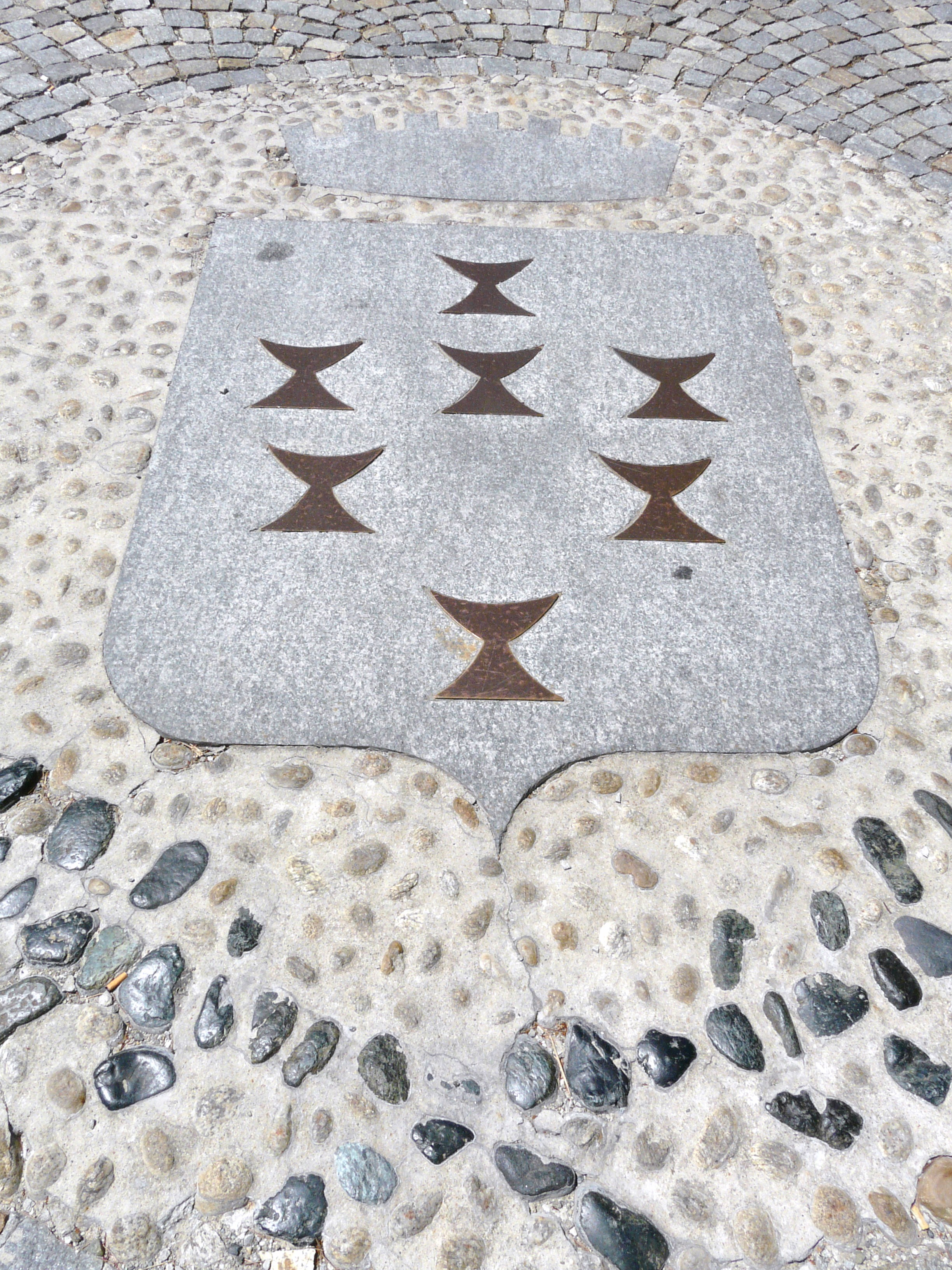
Escut de Strevi
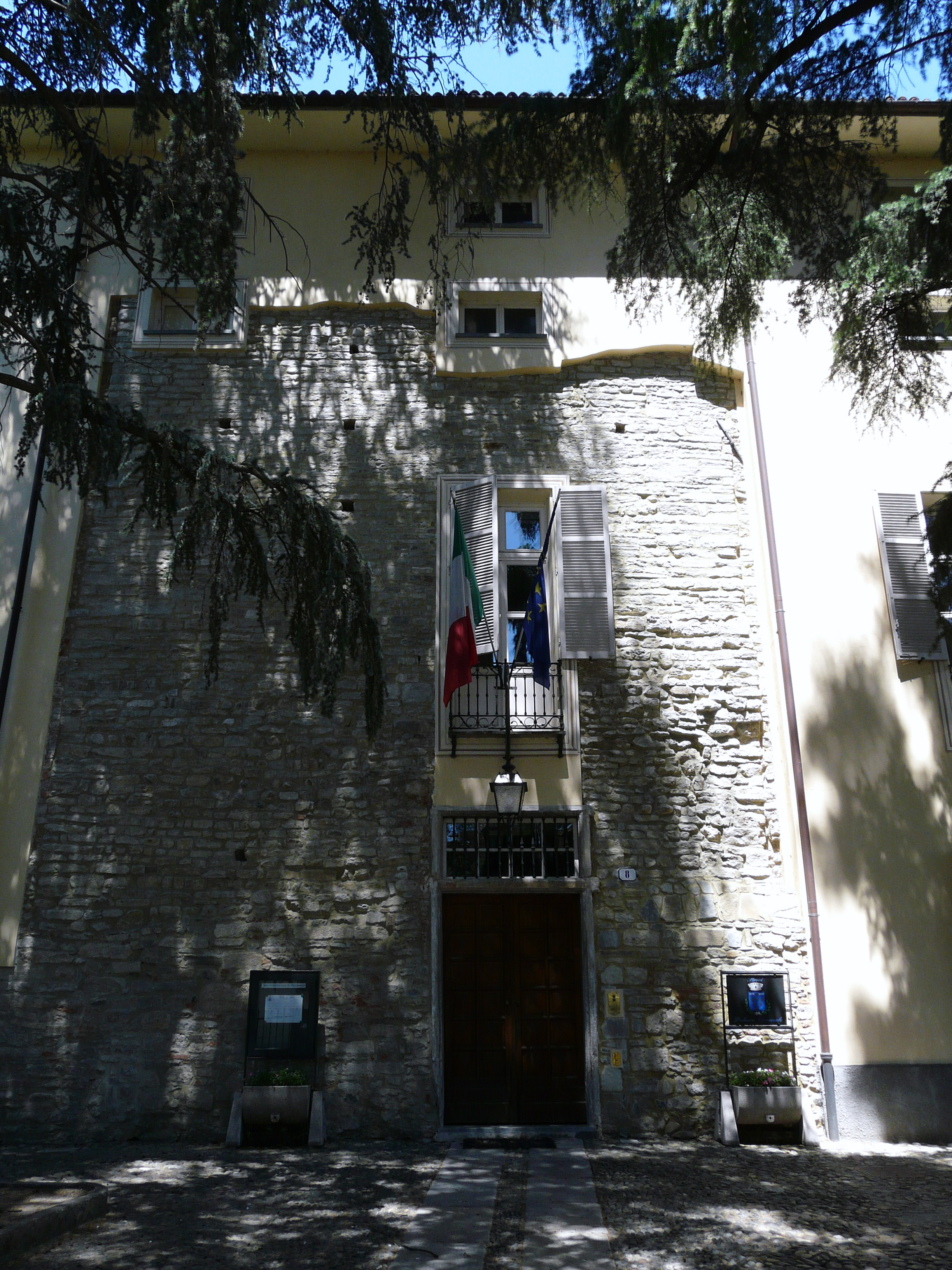
Ajuntament